# Datalog
Datalog est un langage de requête et de règles pour les bases de données déductives. Il correspond à un sous ensemble de Prolog. Ses origines remontent aux débuts de la programmation logique.

## Syntaxe
Datalog a la syntaxe suivante,. On fixe:
- Un ensemble {\displaystyle {\mathcal {X}}}, dont les éléments sont appelés variables
- Un ensemble {\displaystyle {\mathcal {D}}}, dont les éléments sont appelés constantes
- Un schéma relationnel {\displaystyle {\mathit {Sch}}}, c'est-à-dire un ensemble fini de prédicats, à chaque prédicat étant associé un entier positif ou nul appelé arité
- Une partition de ce schéma relationnel en deux sous-schémas, le schéma intensionnel et le schéma extensionnel (les prédicats sont donc soit intensionnels, soit extensionnels)
- Un prédicat intensionnel distingué [3] {\displaystyle {\mathit {But}}}

Une règle Datalog est une expression de la forme: {\displaystyle S(\mathbf {y} )\leftarrow R_{1}(\mathbf {x} _{1}),\dots ,R_{n}(\mathbf {x} _{n})} où {\displaystyle S} est un prédicat intensionnel, {\displaystyle R_{1}\dots R_{n}} sont des prédicats intensionnels ou extensionnels, et {\displaystyle \mathbf {x} _{1}\dots \mathbf {x} _{n}} et {\displaystyle \mathbf {y} } sont des n-uplets d'éléments de {\displaystyle {\mathcal {X}}\cup {\mathcal {D}}}, dont l'arité est compatible avec celle des prédicats. {\displaystyle S(\mathbf {y} )} est appelé la tête de la règle, {\displaystyle R_{1}(\mathbf {x} _{1}),\dots ,R_{n}(\mathbf {x} _{n})} son corps. On impose que chaque variable {\displaystyle y\in {\mathcal {Y}}} apparaissant dans la tête de la règle apparaisse également dans son corps.
Un programme Datalog est un ensemble fini de règles Datalog.

## Sémantique
Fixons une instance {\displaystyle I_{0}} du schéma extensionnel, c'est-à-dire une base de données relationnelle dont les tables sont des instances des prédicats extensionnels. Un programme Datalog {\displaystyle P} définit une requête sur cette base de données ,, l'arité de cette requête étant l'arité du prédicat {\displaystyle {\mathit {But}}}.
Pour définir cette sémantique, observons tout d'abord que chaque règle {\displaystyle r\in P} de la forme {\displaystyle S(\mathbf {y} )\leftarrow R_{1}(\mathbf {x} _{1}),\dots ,R_{n}(\mathbf {x} _{n})}peut être vue comme une requête sur des instances du schéma relationnel :{\displaystyle r(I):=\{S(\mathbf {y} )\mid \exists z_{1}\dots z_{k}~R_{1}(\mathbf {x_{1}} )\in I\land \dots \land R_{n}(\mathbf {x_{n}} )\in I\}}où {\displaystyle \{z_{1}\dots z_{k}\}}est l'ensemble des variables de {\displaystyle {\mathcal {X}}} apparaissant dans le corps de la règle {\displaystyle r}.
Introduisons l'opérateur de conséquence {\displaystyle \Gamma _{P}} qui transforme une instance du schéma relationnel {\displaystyle {\mathit {Sch}}} en une autre instance de ce même schéma, formée de l'instance initiale et de toutes ses conséquences par chaque règle de {\displaystyle P} : {\displaystyle \Gamma _{P}(I):=I\cup \bigcup _{r\in P}\{r(I)\}}. Pour {\displaystyle n\in \mathbb {N} }, posons {\displaystyle I_{n+1}:=\Gamma _{P}(I_{n})}. Le résultat de l'évaluation de {\displaystyle P} sur {\displaystyle I_{0}}, noté {\displaystyle P(I_{0})}, est {\displaystyle {\mathit {But}}(I_{\infty })}, où {\displaystyle I_{\infty }}est le point fixe de la suite {\displaystyle (I_{n})_{n\in \mathbb {N} }}. L'existence de ce point fixe est garanti , par le fait que {\displaystyle \Gamma _{P}} est un opérateur croissant, via une application élémentaire du théorème de Knaster-Tarski.

## Implémentations
pyDatalog est un module qui ajoute Datalog à la bibliothèque de Python.
De même Datalog est un module pour OCaml.